# غراهام لانكشير
غراهام لانكشير (بالإنجليزية: Graham Lancashire)‏ هو لاعب كرة قدم بريطاني في مركز الهجوم، ولد في 19 أكتوبر 1972 في بلاكبول في المملكة المتحدة. لعب مع بريستون نورث إيند ونادي بيرنلي ونادي تشستر سيتي ونادي روتشديل ونادي هاليفاكس تاون ونادي هدنسفورد تاون وويغان أتلتيك.

## وصلات خارجية
- غراهام لانكشير على موقع قاعدة بيانات كرة القدم.إي يو (الإنجليزية)
- غراهام لانكشير على موقع Soccerbase.com (لاعب) (الإنجليزية)